# Melanagromyza martini
Melanagromyza martini är en tvåvingeart som beskrevs av Spencer 1969. Melanagromyza martini ingår i släktet Melanagromyza och familjen minerarflugor. Inga underarter finns listade i Catalogue of Life.